# Olle Nåbo
Olle Sven Olof Nåbo, född 12 april 1956 i Enskede församling, Stockholms stad,, är en svensk orienterare. Han inledde sin orienteringskärriär för Kristinehamns OK och vann som junior SM i H14-klassen 1970. Som senior tävlade han sedan för OK Ravinen och blev svensk mästare på långdistans 1978 samt i stafett 1978, 1979 och 1980. Nåbo tog även silver i stafett vid VM 1978.